# 皮德利斯齊 (姆利尼夫區)
50°37′9″N 25°24′3″E / 50.61917°N 25.40083°E
皮德利斯齊（烏克蘭語：Підлісці），是烏克蘭西北部的村莊，隸屬里夫內州的杜布諾區。該村面積4.97平方公里，海拔高度194米，2001年人口85，人口密度每平方公里17.1人。